# Gospodarstvo Saudijske Arabije
Gospodarstvo Saudijske Arabije predstavlja nacionalno gospodarstvo Kraljevine Saudijske Arabije koje se uglavnom temelji na izvozu nafte i naftnih derivata s jakom državnom kontrolom nad glavnim gospodarskim aktivnostima. Saudijska Arabija posjeduje 18% dokazanih naftnih rezervi u svijetu, najveći je svjetski izvoznik nafte i ima vodeću ulogu u OPEC-u, iako joj je utjecaj u padu posljednjih nekoliko godina. Saudijska Arabija je pristupila WTO-u (Svjetska trgovinska organizacija) 2005. godine nakon višegodišnjih pregovora.
Naftni sektor čini oko 45% proračunskih prihoda, te 55% BDP-a, i 90% prihoda od izvoza. Oko 40% BDP-a dolazi iz privatnog sektora. Otprilike pet i pol milijuna stranih radnika igra važnu ulogu u saudijskom gospodarstvu, na primjer, u naftnom i uslužnom sektoru. Vlada potiče rast privatnog sektora kako bi se smanjila ovisnost države o nafti i kako bi se povećala mogućnost zapošljavanja stanovništva.
Prema procjenama iz 2009. saudijski izvoz je iznosio 350,7 milijardi dolara. Glavni izvozni partneri 2008. bili su Japan, Južna Koreja, Kina, Tajvan, Singapur, Pakistan i Sjedinjene Države kao najvažniji partner sa 17,2% ukupnog izvoza iz Saudijske Arabije.
2011. godine Saudijska Arabija je imala deviznih rezervi i rezervi zlata u ukupnoj vrijednosti 17,73 milijarde USD.
U smislu ekonomske pomoći, Saudijska Arabija je donator. Tako je 1993. godine Libanonu donirano 100 milijuna USD. Od 2000. do danas, Palestini je donirano 307 milijuna a Afganistanu 240 milijuna USD. Također, Iraku su dane izvozne garancije i povoljni krediti u vrijednosti od milijardu dolara.